# Mark Ballas
Mark Alexander Ballas Jr. est un chanteur et danseur professionnel américain né le 24 mai 1986. Il est surtout célèbre pour ses participations à l'émission télévisée Dancing with the Stars.
Pour la dixième saison commencée le 22 mars 2010, il a pour partenaire l'ex Brenda Walsh de Beverly Hills 90210, Shannen Doherty. Ils seront les premiers éliminés. 
Il a fait une apparition dans la sitcom Melissa and Joey lors de l'épisode 8 de la saison 1.
En 2015 dans Dancing with the Stars il a pour partenaire Willow Shields la plus jeune candidate âgée seulement de 14 ans. Ils sont éliminés le 27 avril 2015 après 7 semaines de compétition.
En 2017 dans  Dancing with the Stars il a pour partenaire Lindsey Stirling la célèbre violoniste du net.